# Shining
Shining — шведская блэк-метал группа, стиль которой часто характеризуют как депрессивно-суицидальный блэк-метал. Лирика группы посвящена депрессии, саморазрушению, порокам, самоубийству, а музыка представляет собой блэк-метал с элементами других жанров. Название группы не имеет отношения к роману Стивена Кинга «Сияние» (англ. The Shining) и его экранизации. По словам Никласа Кварфорта, бессменного лидера группы, название означает «путь просвещения».

## История
Шведская группа Shining образовалась в 1996 году в Хальмстаде и первое время была сольным проектом двенадцатилетнего вокалиста и гитариста Никласа Олссона, взявшего себе сценический псевдоним Кварфорт (Kvarforth). К проекту присоединились барабанщик Тед Ведебранд и вокалист Роберт. Кварфорту было всего четырнадцать лет (родился 7 декабря 1983 года), когда дебютный EP Submit to Selfdestruction (1998) увидел свет на его собственном лейбле Selbsmord Services. Этот ЕP был выпущен тиражом в 300 вручную пронумерованных копий. На Submit to Selfdestruction вокальные партии исполнял Роберт, покинувший группу ещё до выхода первого полноформатного альбома, а Кварфорт играл на гитаре и бас-гитаре. Музыканты собирались выпустить ещё один сингл, но Тед Ведебранд покинул группу, однако позже вернулся.
После возвращения Ведебранда Shining выпустили свой первый полноформатный студийный альбом Within Deep Dark Chambers (2000) (все последующие студийные альбомы группы имеют в названиях римские цифры, соответствующие последовательности их издания). Вокальные партии в альбоме исполнялись Андреасом Классеном (Bethlehem, Paragon Belial) и Кварфортом.
Состав распался после выпуска второго альбома Livets ändhållplats. В конце 2001 года ушли Ведебранд и басист Туск. Туска заменил сам Кварфорт, а ударником стал известный норвежский музыкант Хеллхаммер. Именно в таком составе группа подписала контракт с лейблом Avantgarde Music и в 2002 году выпустила свой третий альбом Angst, självdestruktivitetens emissarie. В сентябре 2003 года Shining — Кварфорт, гитарист John Doe, басист Phil A. Cirone и барабанщик Acerbus отправились в совместное европейское турне с Urgehal и Bloodline. Но после автомобильной аварии двое последних ушли из группы, концерты были отменены. Бас-гитарист вскоре снова присоединился к Shining, а студийным ударником оставался Хеллхаммер.
В 2004 году вышли два сборника — Through Years of Oppression и The Darkroom Sessions (на него вошли репетиционные записи). После записи альбома The Eerie Cold (издан на Avantgarde Music в 2005 году) Кварфорт объявил о приостановлении деятельности группы и Selbstmord Services.
Но осенью 2005 года основатель группы собрал новый состав с гитаристом Casado (также известен как Leere) из группы Silencer и сообщил о запланированных выступлениях в Европе в начале 2006 года. Одновременно он присоединился к шведскому проекту Diabolicum. В марте и апреле 2006 года прошёл тур с голландцами Salacious Gods и норвежцами Urgehal. По возвращении из турне Shining с двумя новыми гитаристами — Фредриком Гребю и Петером Хуссом — записала новый альбом Halmstad.
В июле 2006 года Кварфорт исчез; появились слухи, что он покончил с собой. 23 августа группа опубликовала сообщение, в котором утверждалось, что Кварфорт страдал от депрессии и «пропал 4 месяца назад и, возможно, уже мёртв». Он завещал, чтобы его заменил новый певец Ghoul, о котором ничего не было известно.
Shining объявили, что возвращаются на сцену с концертом 3 февраля 2007 года в клубе Diezel в Хальмстаде. Первый концерт c новым фронтменом открывали DHG. На выступлении предполагалась запись концертного DVD «Fy fan för livet!», а также исполнение новой композиции «Låt oss ta allt från varandra». Оказалось, что Ghoul — это сам Кварфорт, во время концерта он дрался со зрителями и приглашёнными вокалистами Аттилой Чихаром, Маньяком (оба — Mayhem) и Наттефростом (Carpathian Forest) и раздавал некоторым зрителям лезвия.
Басист Халландер покинул ряды Shining сразу после концерта. Остальные участники заявили, что он решил покинуть группу из-за отрицательных эмоций, которые переполняли его с первого дня, когда он к ним присоединился, и эти эмоции, очевидно, были вызваны самой группой, и Халландер почувствовал, что он не может это выносить.
В 2007 году группа выпустила на лейбле Osmose Productions пятый альбом, который изначально должен был называться Besvikelsens dystra monotoni, но позднее название было изменено на Halmstad, с указанием на город, откуда родом Кварфорт. В июле 2008 году Shining собирались выпустить на лейбле Osmose Productions альбом Klagopsalmer. Но этого не произошло, потому что в том году Кварфорт пел в группе Livsnekad.
В июне 2009 на лейбле Osmose Productions вышел альбом Klagopsalmer. В июне 2009 года Shining подписали с Indie Recordings контракт на два альбома и концертный DVD.
В мае 2011 года вышел седьмой полноформатный альбом группы — Född förlorare. На песню «Förtvivlan, min arvedel» был снят первый в истории группы видеоклип. В июне 2011 был выпущен сингл «Förtvivlan, min arvedel», который стал «золотым» в Швеции.
29 октября 2012 года вышел восьмой полноформатный альбом Redefining Darkness.
В сентябре 2022 года Shining подписали контракт с лейблом Napalm Records. По словам директора лейбла, Себастиана Мюнха, «Napalm Records гордится и считает за честь сотрудничать с одной из самых влиятельных блэк-метал-групп в мире. Очень немногие коллективы понимают суть блэк-метала так, как это делает Shining. Я рад сотрудничать с ними в связи с выпуском нового альбома, чтобы исследовать и раздвинуть новые творческие границы».
7 июня 2023 года вышел сингл «Allt För Döden» из грядущего альбома Shining, выход которого состоялся 15 сентября.

## Музыка
Лидер группы Никлас Оллсон, выступающий под сценическим псевдонимом Кварфорт (Kvarforth), открыто декларирует, что смысл существования группы — пропаганда самоубийства и других способов саморазрушения, например, наркотиков. Кварфорт утверждает, что имели место случаи, когда люди совершали самоубийство хотя бы отчасти под влиянием музыки Shining.
«Shining — это восхваление всего негативного в человеке и обществе», — говорит Кварфорт в интервью для DarkMoon Zine.
В музыкальном плане звучание группы со временем изменилось от блэк-метала с элементами дума до более экспериментального экстремального метала с активным использованием «чистого» гитарного звука, гитарных соло, различных видов вокала. Характерным вокалом для Shining является гроулинг, а не обычный для DSBM скриминг, достаточно часто — со сменами ритма во время композиций и продолжительными (по времени звучания) песнями. Например, «Total ulfrysning» из альбома Klagopsalmer длится почти 17 минут.
Но Shining утверждают: «Звуковое оформление Shining может меняться, нет смысла зацикливаться на чём-то одном. Нас всегда интересовали различные формы выражения негативных эмоций в музыке, и рамки только Black Metal сдерживали бы нас».
Кварфорт периодически придумывает собственные определения своей музыки, например, «Misantropisk svart metall» времён 2002 года и «Anti humanitarian art», которое написано на странице группы на Myspace.
Музыкальные пристрастия композитора и вокалиста группы, Кварфорта, довольно широки:
«Я мало слушаю блэк-метал, только Strid, Manes, Burzum и некоторые другие. У меня очень разнообразные пристрастия, например Bethlehem, Coldplay, Dido, Landberk, Puissance, Bowie, Muse и так далее».
«Я сам не слишком увлекаюсь металом. Мне нравится поп и рок. Мне нравится многое, от Мадонны и Coldplay до Mayhem и Burzum. Это отражается на моей музыке. Вы всегда вдохновляетесь тем, что вы слушаете. Если это не вдохновляет вас, ну, в общем, это вероятно происходит на бессознательном уровне».

## Факты
Кварфорт периодически режет себя на сцене ножом, лезвием, тушит о себя сигареты. Когда его спрашивают в интервью, зачем он это делает, Кварфорт всегда подчёркивает, что не делает это для привлечения внимания или ради удовольствия, и приводит разные причины, среди которых присутствуют следующие: отрицание собственной плоти, способ войти в особое состояние и выплеснуть «тьму», которая внутри, стремление быть наглядным примероми повлиять на слушателей, чтобы они стали делать то же самое.
Группа Shining присутствует среди коллективов, интервью с которыми и отрывки концертных выступлений вошли в документальный фильм о блэк-метале «Black Metal Satanica» (2008), снятый режиссёром Матсом Лундбергом.
DVD «Fy fan för livet!», видеоматериалы для которого снимались на концерте в Хальмстаде, так и не вышло. В интервью от 16.11.09 про него сказано следующее:
«Мы столкнулись с адским количеством проблем с получением записей концерта в Хальмстаде, поэтому это заняло некоторое время, но мы сейчас работаем над другим DVD, с названием „En liten film om utanförskap“, которое будет выпущено в начале следующего года через Indie Recordings. Мы сейчас работаем над субтитрами, чтобы каждый, кто не говорит на шведском, мог понять странный юмор, который используется в большом количестве, и, конечно, всё это страдание. DVD будет содержать большое количество интервью, взятых разными телеканалами, самодельных интервью, живых выступлений и закулисного материала — это как дорожное видео из ада».

## Состав группы
Состав группы часто менялся, и только Никлас Кварфорт остался из первоначального состава. Основатель группы в одном из интервью объясняет частые смены составов так: «Shining — это Кварфорт, Кварфорт это Shining, и как говорилось бесчисленное количество раз до этого, остальные участники — просто инструменты, которые я использую, чтобы совершенствовать своё ви́дение, любой заменим. Многие люди, которые были участниками группы за время её существования, все имели подобное ви́дение в начале, или по крайней мере, притворялись, но, я предполагаю, после нескольких лет, играя с тьмой, они пробуждаются и понимают, что это не шутка и не игра, с которой они имеют дело, они или просто сбегают или поглощаются жутким величием тьмы».

### Текущий состав
- Никлас Кварфорт — вокал, клавишные, гитара (с 1996 года)
- Петер Хусс — гитара (с 2005 года)
- Маркус Хаммарстрём — бас-гитара (с 2016 года)
- Франк Схильперурт — ударные (с 2019 года)

### Бывшие участники
Вокалисты
- Андреас Классен (2000, вокал на EP Within Deep Dark Chambers)
- Роберт (1998, вокал на Submit to Selfdestruction)

Гитаристы
- Хокан Олларс a.k.a. Инизис (2002)
- Йон Шёлин a.k.a. Джон Доу (2005—2006)
- Андреас Касадо (Лир) (2005—2006)
- Фредрик Гробю (2006—2011)
- Себастьян Батс (2011)
- Эуге Валовирта — гитара (2012—2017)

Басисты
- Туск (2000—2001)
- Юхан Халландер — бас-гитара, клавишные (2005—2007)
- Фил А. Сирон (2001—2005, 2007—2008)
- Андреас Ларссен (2008—2010)
- Кристиан Ларссон — бас-гитара (2010—2016)

Барабанщики
- Тед Ведебранд a.k.a. Impaler (1998—2001)
- Ян Аксель Бломберг a.k.a. Hellhammer (2001—2004)
- Людвиг Витт (2005—2007, 2011—2012)
- Рихард Шилль (2008—2010)
- Райнер Туомиканто (2012—2016)
- Ярле Бюберг a.k.a. Uruz (2007—2008, 2016—2018)

Клавишные
- Ларс Фредрик Фрёйслие (2009—2013)

## Дискография

### Студийные альбомы
- Within Deep Dark Chambers (2000)
- II: Livets ändhållplats (2001)
- III: Angst, självdestruktivitetens emissarie (2002)
- IV: The Eerie Cold (2005)
- V: Halmstad (2007)
- VI: Klagopsalmer (2009)
- VII: Född förlorare (2011)
- Redefining Darkness (2012)
- IX: Everyone, Everything, Everywhere, Ends (2015)
- X: Varg Utan Flock (2018)
- Shining (2023)

### EP и сборники
- Submit to Selfdestruction (EP, 1998)
- Dolorian/Shining (Сплит EP, 2004)
- Through Years of Oppression (Сборник Редких Записей, 2004)
- The Darkroom Sessions (Сборник репетиций, 2004)
- The Sinister Alliance (Сплит EP, 2007)
- Shining/Den Saakaldte (Сплит EP, 2008)
- Lots of Girls Gonna Get Hurt (EP, 2012)
- Shining / Alfahanne  (Сплит EP, 2012)
- Shining / Monumentum  (Сплит EP, 2013)
- In the Eerie Cold Where All the Witches Dance (Сплит EP, 2013)
- 8 ½ — Feberdrömmar i vaket tillstånd (Сборник, 2013)
- Shining / Srd (Сплит EP, 2019)
- Oppression MMXVIII (Сборник, 2020)

### Синглы
- «Förtvivlan, min arvedel» (2011)

### Клипы
- «Förtvivlan, min arvedel» (2011)

- «Tillsammans är vi allt» (2012)
- «Vilja & dröm» (2015)
- «Allt för döden» (2023)